# Anatolij Dnieprow
Anatolij Pietrowicz Mickiewicz, ros. Анато́лий Петро́вич Мицке́вич,  bardziej znany jako Anatolij Dnieprow, ros. Анатолий Днепров (ur. 17 listopada 1919 w Dniepropietrowsku, zm. w 7 października 1975 w Moskwie) – urodzony na Ukrainie radziecki autor fantastyki.
Z wykształcenia fizyk, absolwent Moskiewskiego Uniwersytetu Państwowego im. M.W. Łomonosowa. W czasie II wojny światowej ukończył kursy języków obcych, pracował w radzieckim wywiadzie jako specjalista od szyfrów, oddelegowany do sztabu wojsk alianckich w Algierii, Włoszech i Anglii. Podczas konferencji poczdamskiej był tłumaczem marszałka Żukowa i brał udział w ceremonii podpisania kapitulacji przez Niemcy, następnie służył w Chinach, gdzie jako asystent marszałka Wasilewskiego uczestniczył w podpisaniu kapitulacji Armii Kwantuńskiej. Po demobilizacji podjął działalność naukową, pracował m.in. w Instytucie Metalurgii i w Akademii Nauk ZSRR.
Od 1958 pisał utwory naukowofantastyczne i popularnonaukowe. Był członkiem redakcji czasopisma „Tiechnika mołodioży”.
W latach 1946–1947, na podstawie reminiscencji ze swoich podróży, napisał historię По ту сторону войны (Po drugiej stronie wojny), która została opublikowana dopiero w 2017.

## Twórczość (wybrana)
- Suema (Suema, 1958, wyd. pol. w: Biały stożek Ałaidu, Formuła nieśmiertelności, Dziwna planeta)
- Maszyna "ED" model nr 1 (Maszina "ES", modiel' N 1, 1959, wyd. pol. w: Biały stożek Ałaidu, Formuła nieśmiertelności)
- Równania Maxwella (Urawnienije Makswella, 1960, wyd. pol. w: Ostatni z Atlantydy, Formuła nieśmiertelności, inny tytuł: Równanie Maxwella, wyd. pol. w: Skromny geniusz)
- Piąty stan materii (Piatoje sostojanie, 1961, wyd. pol. w: Stało się jutro, t.: Metoda doktora Quina)
- Pytania (Kokda zadajut woprosy, 1962, wyd. pol. w: Zagadka liliowej planety)
- Twarzą do ściany (Licom k stienie, 1962, wyd. pol. w: Galaktyka (antologia) t. 1)
- Formuła nieśmiertelności (Formuła biessmiertija, 1962, wyd. pol. w: Ostatni z Atlantydy, Formuła nieśmiertelności, Skromny geniusz)
- Rozmowa z milicjantem (Interw'ju s riegulirowszczikom ulicznogo dwiżenija, 1964, wyd. pol. w: W pogoni za wężem morskim)
- Otchłań (wyd. pol. w: Kroki w nieznane t. 1)